# Jeremy Dodson
Jeremy Raponi Dodson (* 30. August 1987, Denver, Colorado, Vereinigte Staaten) ist ein Sprinter aus Samoa. Anfangs vertrat er die Vereinigten Staaten bei mehreren Weltmeisterschaften. Später folgte der Wechsel zum Verband von Samoa.

## Leben

### Herkunft
Dodson wurde im US-Bundesstaat Colorado geboren und wuchs dort auch auf. Seine Mutter stammt aus Malie, Samoa und sein Vater aus den Vereinigten Staaten. Im Laufe seiner Karriere kämpfte Dodson mit gesundheitlichen Komplikationen im Zusammenhang mit Zysten im Gehirn und Tumoren. Vor den Olympischen Sommerspielen 2012 musste er mehrere Chemotherapien absolvieren und hatte danach weiterhin mit den Folgen einer traumatischen Gehirnverletzung zu kämpfen.

### Ausbildung
Dodson kam auf Zeiten von 10,41 s auf 100 Meter und von 46,91 s auf 400 Meter und wurde von den Arkansas Razorbacks rekrutiert und dann 2005 für das USA Today All-USA High School Track and Field Team benannt. Er gewann 2005 die Colorado High School Activities Association State Championships in den Kategorien 100, 200 und 400 Meter. Er gewann die Silbermedaille bei den 2005 Golden West Invitational in der Kategorie 200 Meter und den 2005 State of Colorado boys Track and field Gatorade Player of the Year awards.

### NCAA
Dodson belegte bei den U.S. Olympic Trials 2008 über 200 Meter den 17. Platz. Bei den US-amerikanischen Meisterschaften 2010 belegte er über 100 Meter den 20. Platz und über 200 Meter den 13. Platz.

### Outdoor
Dodson wurde viermal in die NCAA Division I All-American-Auswahl gewählt (NCAA Division I). In Colorado erhielt er vier Auszeichnungen. Er steht auf Platz vier der ewigen Bestenliste der Colorado Buffaloes über 100 Meter mit 10,27 s und auf Platz eins der Outdoor-Rekordlisten der University of Colorado Boulder über 200 Meter mit 20,37 s.

### Indoor
In den Hallenrekorden der Colorado Buffaloes steht er mit 6,73 s auf Platz 3 der 60-Meter-Disziplin. In den Hallenrekorden der University of Colorado steht er mit 20,88 s auf Platz 1 der 200-Meter-Disziplin.

### Internationale Wettkämpfe
Dodson gewann bei den Panamerikanischen Spielen 2011 in Guadalajara mit der 4-mal-100-Meter-Staffel der Vereinigten Staaten zusammen mit Calesio Newman, Rubin Williams und Monzavous Edwards die Bronzemedaille. Bei den Weltmeisterschaften 2011 in Daegu trat er für die Vereinigten Staaten über 200 Meter an. Es folgte der Wechsel zum samoanischen Verband. Er startete bei den Weltmeisterschaften 2015 in Peking, 2017 in London und 2019 in Doha jeweils über 200 Meter. Des Weiteren qualifizierte sich Dodson durch die Teilnahme an der Qualifikation im Mai 2016 in Phoenix für die Olympischen Sommerspiele 2016 in Rio de Janeiro. Dort belegte er in bei den Vorläufen über 200 Meter mit einer Zeit von 20,51 s den 35. Platz.